# Ruptly

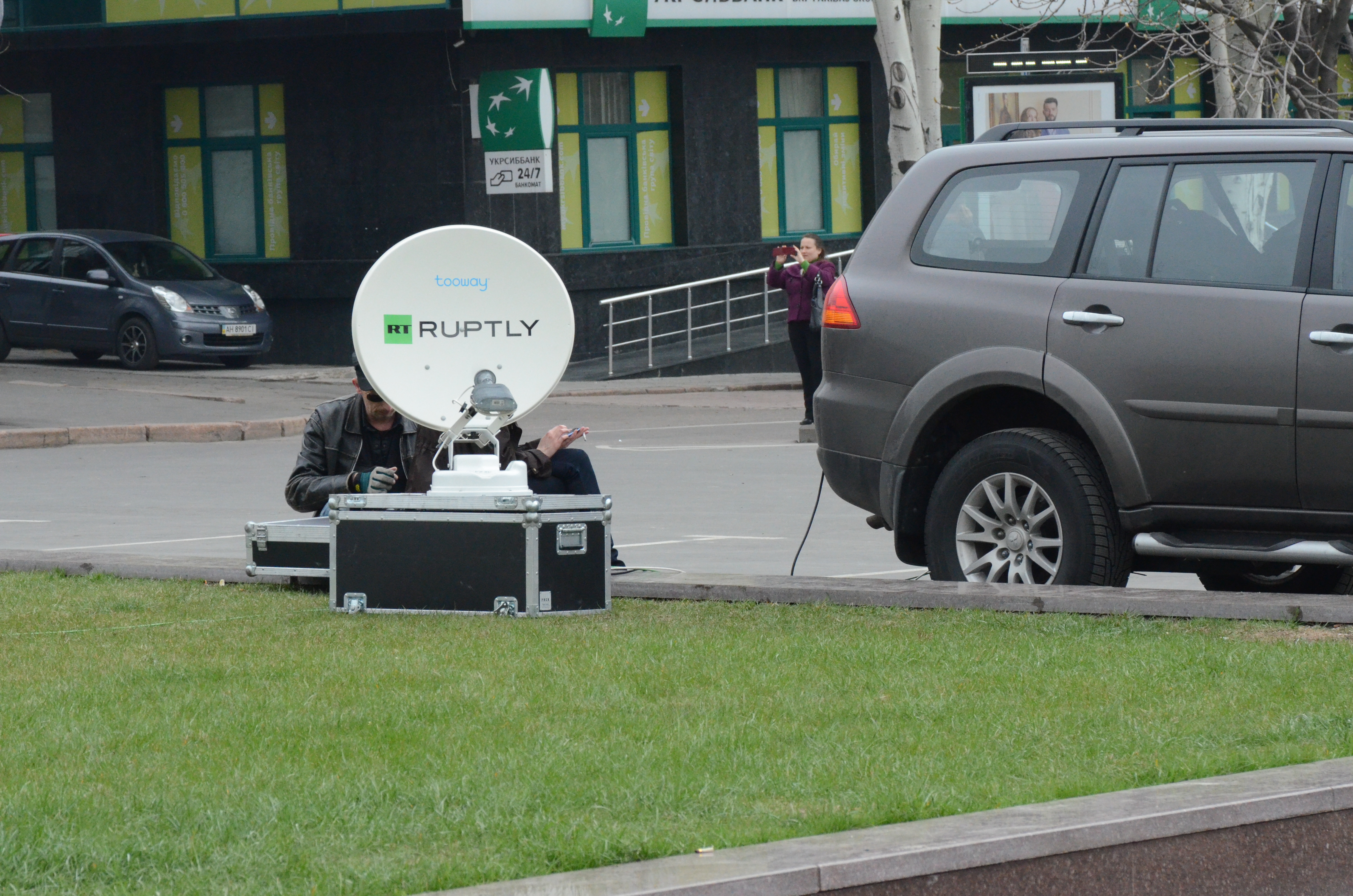
Mise en place d'une retransmission en direct.

Ruptly GmbH est une agence de presse spécialisée dans la vidéo appartenant à la chaîne russe RT, basée à Berlin, en Allemagne.

## Histoire
Lancée officiellement en avril 2013, Ruptly possède 22 bureaux à travers le monde. Elle peut retransmettre en direct 5 événements simultanément et propose une offre abondante de vidéos sur son site pour les médias.
Elle est dirigée de 2015 à 2017 par Xenia Fedorova, qui devient présidente de RT France. Celle-ci commente ainsi les buts de l'agence en 2018 : 
« Je suis de plus en plus sceptique sur les médias traditionnels qui traitent tous les mêmes sujets avec les mêmes angles. Le Monde et Le Figaro, comme la plupart des grands médias, publient beaucoup de copier-coller des dépêches de l'AFP, Reuters ou AP. Nous voulons promouvoir une approche alternative de l'info : c'est pourquoi nous avons créé Ruptly à Berlin. Initialement, notre modèle était assez proche de CNN, mais désormais nous voulons créer notre propre modèle en mettant l'accent sur le « live » et le direct ».
Depuis mai 2017, la nouvelle directrice de Ruptly est Dinara Toktosunova .
Ruptly couvre les principales thématiques de RT : politique, finance, sport, Russie et Europe etc.

## Liens
- (en + ru + es) Site officiel